# Staatseinde
Staatseinde is een Nederlandse elektroformatie uit Utrecht. De band maakt minimalistische muziek beïnvloed door new wave, EBM en synthpop in een genre dat zijzelf als Neue Niederländische Welle omschrijven en profileert zich als een groep buitenaardse wezens.

## Geschiedenis
Staatseinde werd opgericht in 2006. In 2010 bracht de formatie bij het label Enfant Terrible de 7 inch-ep Eindplaneet uit, met daarop het nummer Ruimtevaart Vooruit, dat een kleine undergroundhit werd, ook buiten Europa. Een remixversie van Rude 66 deed het nog beter. Na hun tweede muziekuitgave, het album Enter uit 2012 (uitgebracht door Wharf Records), verlieten in 2015 de drummer en zangeres de groep, die daarna verderging als duo.

## Bezetting[2]
- Der Neo: synthesizer, zang
- Andy Dufter: synthesizer, sequencing, zang

Voormalige bandleden:
- Metzger Pat: synthesizer, effecten, melodica, zang
- Frau Umlaut: zang
- Dr. Slacht-Zeuger: drums
- Fräulein Fanster: zang
- Frau Jacke: zang
- Superintendentur Morritz: basgitaar

## Discografie
- 2010: Eindplaneet, 7", Enfant Terrible
- 2012: Enter, CDr, Wharf Records
- 2015: Ende der Zukunft, 7", Enfant Terrible
- 2016: The Lost in time tapes (10th anniversary), cassette, Ende der Zukunft Recordings
- 2017: Neue Zyklus, 12", Enfant Terrible
- 2018: Crazy Earthlings Collabtape # 1, cassette, Ende der Zukunft Recordings
- 2019: Dreiheit, 12", Onrijn Records
- 2020: Darüber Reden Wir Nicht, 12", Lo Phi Forms Records
- 2021: Crazy Earthlings Collabtape # 2, cassette, Ende der Zukunft Recordings
- 2022: Fehlerlinie, lp, Medical Records
- 2023: Aurora Borealis, 10", Etch Wear Records
- 2023: De Nieuwe Golf, lp, Wave Tension Records